# Иоффе, Надежда Адольфовна
Надежда Адольфовна Иоффе (14 мая 1906, Берлин — 18 марта 1999, Нью-Йорк, Нью-Йорк) — дочь Адольфа Иоффе. За приверженность её отца и ее самой Троцкому, а также за ее участие в левой оппозиции провела в тюрьмах и ссылке в совокупности 27 лет.

## Биография
Ее мать Берта Ильинична Цыпкина, во втором браке —  Островская (1889—после 1953), окончила Венскую консерваторию. Отец и мать Надежды Адольфовны разошлись в 1918 году, а в 1937 году Берта Ильинична была арестована как ЧСИР (ее второй муж, М.Г. Островский, работник НКПС, был расстрелян).
Вернувшись в 1918 году из Берлина в Москву, жила с матерью в 1-м Доме Советов, училась в Общей трудовой школе (Знаменка, 12; бывшая гимназия Е. А. Кирпичниковой/ П. Н. Поповой), где учились в то время дети высокопоставленных советских чиновников. 1919 году вступила в комсомол и активно участвовала в общественной жизни.
Училась на экономическом факультете Института народного хозяйства имени Г.В.Плеханова. В 1923 году присоединилась к левой оппозиции в РКП (б) и ВКП (б). В 1928-1929 годах, на четвертом курсе института, участвовала в работе Московского комсомольского центра (оппозиционной, антисталинской направленности). Занималась составлением и распространением листовок против И.В.Сталина, проведением конспиративных собраний. 
Впервые была приговорена к ссылке в 1929 году. Ее первый муж, Павел Яковлевич Рубин-Коссаковский (1895—1938) был по его просьбе отправлен на работу на Дальний Восток, и туда смогла приехать после ссылки Надежда Адольфовна.  Жила в Хабаровске, Владивостоке, Благовещенске. В 1933 году ее мужа исключили из партии — «за связь с активной троцкистской Иоффе», семья вернулась в Москву.
Второй раз была арестована в 1936 году, приговорена Особым совещанием при НКВД СССР к 5 годам лагеря и отправлена (пароходом «Джурма») в Севвостлаг. Ее мужа арестовали через несколько дней. Некоторое время супруги вместе были на прииске «Пятилетка» в Ягоднинском районе Магаданской области, а 1938 году Павел Яковлевич был расстрелян за «контрреволюционную троцкистскую деятельность».
Она стала последней, кто видел первую жену Троцкого, Александру Соколовскую, живой — в 1938 году на Колыме.
«Некоторые сидели за принадлежность к различным политическим группировкам, но таких было мало. Большинство — за мужа, за брата, за друга, за разговоры, за анекдоты, за то, что прочли не ту книгу, похвалили не ту пьесу, то есть ни за что. Я относилась к меньшей части — я сидела "за что".»
Надежда Иоффе
Второй муж — Василий Константинович Гончарук, бывший заключенный, а затем вольнонаемный.
В 1941 году была освобождена, но ей был запрещен выезд с Колымы. 20 августа 1949 года была арестована вновь.
«Я пыталась понять — почему меня взяли. Если, живя на Колыме, я ещё встречалась иногда с бывшими зеками, товарищами по лагерю, то последние три года я ни с кем не встречалась и ни с кем не переписывалась. Но разве в этом дело! Я прекрасно знала, что если вышло распоряжение брать какую-то категорию людей, то их будут брать, хотя бы для этого не было никаких оснований. Кстати, так оно и оказалось: пришёл новый министр Абакумов и решил, очевидно, оставить след в истории: создать так называемых "повторников", то есть взять тех, кто отбывал срок в 30-х годах и уцелел.»
Надежда Иоффе
9 апреля 1950 года ей сообщили приговор — ссылка на поселение в Красноярский край. Была реабилитирована в 1956 году, тогда же и вернулась в Москву и добилась восстановления в партии. Тогда же она смогла воссоединиться со своими дочерьми. В своих воспоминаниях Н.Иоффе отмечает, что получить квартиру для того, чтобы жить вместе с детьми, ей помог бывший тогда первым секретарем Бауманского райкома КПСС Н.Г.Егорычев.
Написала книгу мемуаров «Время назад: Моя жизнь, моя судьба, моя эпоха», которую напечатали в 1992 году. Эмигрировав вместе с дочерьми в США в 1991 году, также работала над биографией своего отца.
Умерла в 1999 году в 92 года. Похоронена на Новодевичьем кладбище в Москве.
Дочери:
- Наталья Павловна (род.1929, Москва)
- Кира Павловна (род.1932, Владивосток)
- Валерия Павловна (род. 1937, поселок Усть-Таежный Магаданской области)
- Лариса Васильевна Гончарук-Иоффе (род. 1941, Магаданская область)